# Cerkiew św. Michała Archanioła w Fastach
Cerkiew cmentarna pod wezwaniem św. Michała Archanioła – prawosławna cerkiew cmentarna w Fastach. Należy do parafii Podwyższenia Krzyża Świętego w Fastach, w dekanacie Białystok diecezji białostocko-gdańskiej Polskiego Autokefalicznego Kościoła Prawosławnego.

## Położenie
Cerkiew znajduje się na zabytkowym cmentarzu parafialnym.

## Historia

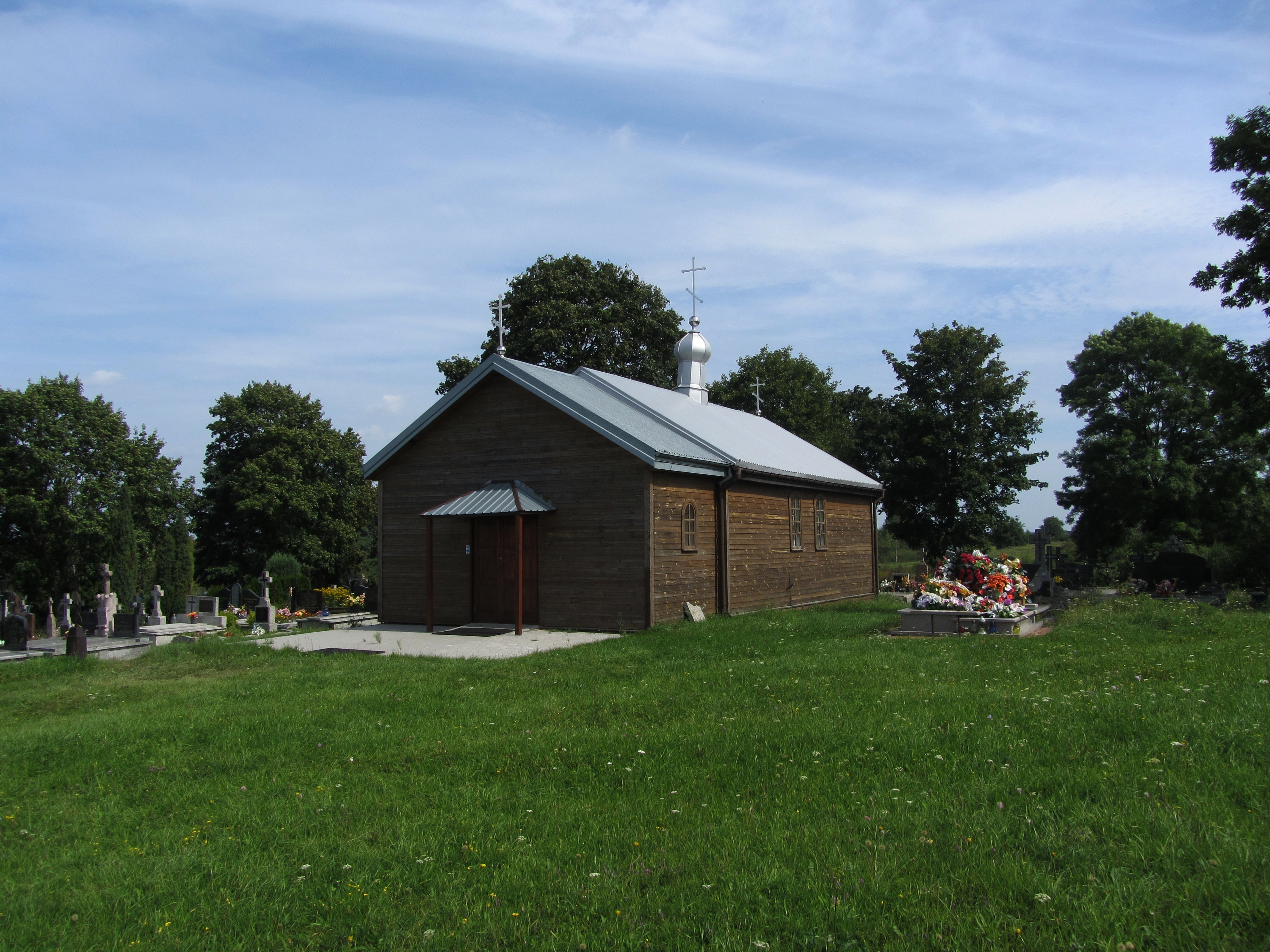

Cerkiew została wzniesiona na miejscu kaplicy, która spłonęła w 1890 r. Budowa miała miejsce w latach 1893–1895, poświęcenie – w 1895 r. W latach 1928–1944 obiekt należał do Kościoła neounickiego.
Świątynię remontowano w latach 40. i 70. XX w. Na początku XXI w. (prace rozpoczęto w 2003 r.) dobudowano przedsionek, wymieniono podwaliny, szalunek, rynny oraz pomalowano obiekt na zewnątrz. Wyremontowano też całe wnętrze, łącznie z renowacją ikonostasu.
Cerkiew i cmentarz wpisano do rejestru zabytków 18 grudnia 2003 r. pod nr A-70.

## Architektura
Budowla drewniana, o konstrukcji zrębowej, salowa, z kruchtą. Dach blaszany, jednokalenicowy z wieżyczką zwieńczoną baniastym hełmem.